# 消えた花嫁
「消えた花嫁」（きえたはなよめ、原題: "The Runaway Bride"）は、デイヴィッド・テナントが10代目ドクター役で出演した、イギリスの長寿SFドラマ『ドクター・フー』のスペシャルエピソード。2006年クリスマススペシャルとして制作され、第2シリーズと第3シリーズの間の12月25日に放送された。
本作の舞台はロンドンである。異星人のラクノスの女王と下僕の人間ランスが、彼の婚約者ドナ・ノーブルにヒューオン粒子を飲ませてエネルギー源として使い、地球の核に隠れるラクノスの子どもたちを起こそうと画策する。
なお邦題「消えた花嫁」は LaLa TV で放送された際のものであり、Huluでは「ランナウェイ・ブライド」という別邦題で配信されている。

## 制作
ラッセル・T・デイヴィスは番組に関与した初期から本作を考案しており、第2シリーズでの放送を計画していた。2本のクリスマススペシャルの公式な広報と、ビリー・パイパーが第2シリーズの終わりで番組を降板することを私的に把握していたことから、デイヴィスは本作をクリスマススペシャルへ昇格し、すぐには新しいコンパニオンを登場させないことを決定し、「女王と狼男」で穴を埋めた。
「永遠の別れ」の結末がタイトル前のシーンの一部として使用されたが、実際には再撮影されたものが使用された。本作のオンラインでのコメンタリー放送では、本作で交代した照明監督が違う撮影法を好み、ターディスの内装の見た目を一致させる必要があったため、とデイヴィッド・テナントが説明した。オープニングの『ドクター・フー』のロゴは以前のものからわずかにデザインが変更され、『Doctor Who』と書かれた菱形状のフレームのディテールとフレアが追加された。
法的な理由で、制作チームは現金自動支払い機から大量の紙幣が飛び出すシーンのため明らかな偽の紙幣を作った。10ポンドの紙幣にはドクターの顔が描かれ、"I promise to pay the bearer on demand the sum of ten satsumas" や "No second chances — I'm that sort of a man" と書かれていた。この文章は「クリスマスの侵略者」の終盤でのドクターの行動と台詞を反映している。20ポンド紙幣にはプロデューサーのフィル・コリンソンが載り、トム・ベイカー時代のエピソード「ロボットの反逆」で4代目ドクターが発した台詞 "There's no point in being grown up if you can't be childish sometimes." を反映した "There's no point being grown up if you can't be a little childish sometimes" というフレーズが印刷されていた。
スケジュールが極めて過密であったため、キャサリン・テイトは台本の読み合わせに出席できなかった。好意として、彼女の役は2006年のエピソード「暖炉の少女」でポンパドゥール夫人役を演じたソフィア・マイルズが読み上げた。
本作のポッドキャストコメンタリーで、デイヴィッド・テナントとエグゼクティブ・プロデューサーのジュリー・ガードナーが放送時にカットされたシーンについて話し合った。ドナがローズの服を発見してドクターを追及した後、放送時ではドクターが怒ったように服をひったくってターディスのコースを設定した。当初の撮影では、ドクターが最初にターディスのドアをひらいて服を宇宙へ投げていたが、ガードナー曰くこのシーンはあまりにもメロドラマチックだったためカットされた。
ターディスの A4232 Grangetown Link Road での追走シーンはチルドレン・イン・ニードのコンサートで上演された。

### キャスティング
ラクノス役を演じたサラ・パリシュは、BBC One のドラマ Blackpool（2004年）と Recovery（2007年）でデイヴィッド・テナントと共演した。キャサリン・テイトは『ドクター・フー』を特集したコミックリリーフの寸劇でデイヴィッド・テナントと共演した。
キャサリン・テイトは第4シリーズでコンパニオンのドナ・ノーブル役で再出演を果たした。ジャクリーン・キングとハワード・アットフィールドが本作から登場し、2008年のシリーズの第1話「ドナとドクター」で再登場する予定であった。ジャクリーン・キングは再登場を果たしたものの、ハワード・アットフィールドは撮影終了直後に落命し、彼のシーンはドナの祖父役でバーナード・クリビンスが演じた。

### 連続性

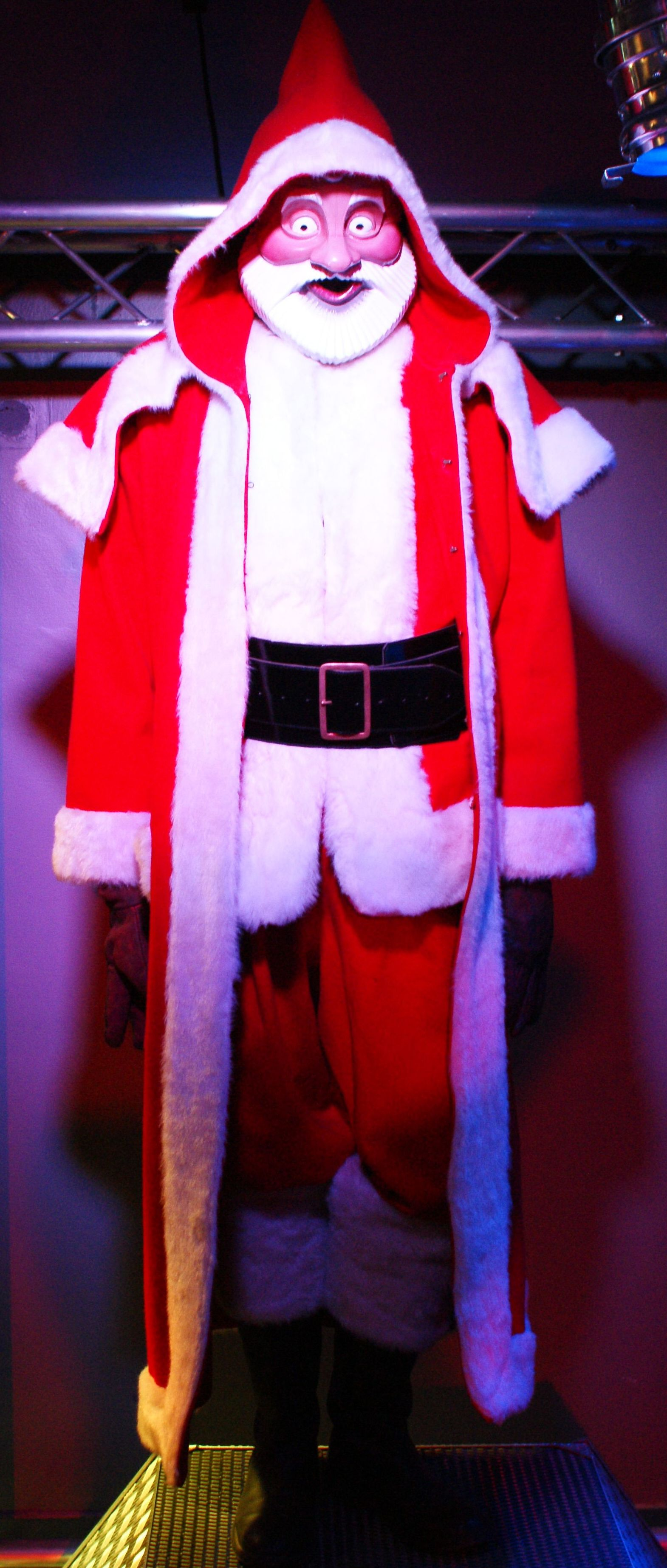
再設計されたロボットサンタ

「クリスマスの侵略者」に登場したロボットのサンタクロースとクリスマスツリーが再登場した。ドクターは劇中の1年前に起きた「クリスマスの侵略者」での出来事について "spaceship hovering over London" として言及し、「永遠の別れ」でのダーレクとサイバーマンによるカナリーワーフの戦いにも言及した。しかし、ドナは二日酔いとスペインでのスキューバダイビングで幸運にも両方の出来事を回避していた。また、ドクターは「わかれ道」以来の登場となるエクストラポレーターを使用し、ターディスの着地点を変更した。
ラクノスの宇宙船に砲撃した戦車の司令官はサクソン氏から指示を受けたと発言した。サクソンの名前は2006年のエピソード「エルトン君の大冒険」でスイコロリンが読んでいた新聞デイリー・テレグラフの紙面に掲載される形で初登場を果たした。サクソンの名前はスピンオフシリーズ『秘密情報部トーチウッド』にも登場し、「キャプテン・ジャック・ハークネス」にドアに張られた選挙ポスターに名前が記載されていた。『ドクター・フー』シリーズ3では主要なキーワードとして登場する。
ローズ・タイラーが勤務していたデパートの Henrik's とその広告を持っている従業員が、ドクターが金を引き落とすシーンの背景に登場する。ドクターがランスについて尋ねたシーンにはスリジーンへの言及がある。
シリーズ4「運命の左折」では、ドクターがドナ・ノーブルに会わずラクノスと戦う世界が描写された。当該エピソードではドナがドクターを止めなかったため、彼はラクノスとの戦いで永久に死亡し、繰り返される異星人の侵略により地球が荒廃するという世界に繋がった。

## 放送と評価
本作はイギリス手話の翻訳が付いた初めての『ドクター・フー』の放送であり、2006年12月30日に翻訳版が放送された。「消えた花嫁」の最終公式数値は視聴者数935万人で、クリスマスの週で10番目に多く視聴されたイギリスの番組となった。日本では第1シリーズと第2シリーズの最後の放送から9ヶ月弱が経過した2011年12月14日に LaLa TV で初めて放送された。
SFX のスティーヴ・オブライエンは「消えた花嫁」を5つ星のうち4つ星とし、『ドクター・フー』がこれまでにやった何とも違うが、馬鹿げた調子がクリスマスの日には効果的だった、とした。彼はテナントとテイトも称賛した。IGNのトラヴィス・フィケットは本作を10点満点中7.2と評価し、ドナが「永遠の別れ」の終盤での短い登場から改善されたと感じた。フィケットはローズの存在が劇中でなかったことにされていない点にも肯定的だった。デジタル・スパイのデック・ホーガンは、本作について「最新の年の成果のエネルギーと興奮を欠いている」とし、特にラクノスの女王を批判した。2012年、SFX は「消えた花嫁」をSFクリスマスエピソードの悪い例に列挙し、「どの観点から見ても落ちたエピソード」としたが、夏に撮影されたという不利な立場にあったことも記述した。

### DVDリリース
本作は「クリスマスの侵略者」から「最後のクリスマス」までのクリスマススペシャルとともに、2015年10月19日に Doctor Who – The 10 Christmas Specials というタイトルのボックスセットで発売された。